# 니시하타 유키오
니시하타 유키오(일본어: 西端 幸雄, 1946년~)는 일본의 언어학자이다.

## 저서
- 「고대 조선어로 일본의 고전은 읽을 수 있을까」　1991년

### 공저
- 『앞으로의 일본문학』(마루야마 류토쿠, 히로타 가즈미, 미우라 슌스케) 2001년